# Eligma uncata
Eligma uncata är en fjärilsart som beskrevs av Embrik Strand 1915. Eligma uncata ingår i släktet Eligma och familjen trågspinnare. Inga underarter finns listade i Catalogue of Life.